# Dolichomitus feralis
Dolichomitus feralis là một loài tò vò trong họ Ichneumonidae.